# 趙瑞和
趙瑞和（1966年2月6日—），臺灣政治人物，民主進步黨籍，雲林縣人，第十七任雲林縣臺西鄉鄉長，臺西國小家長會會長、臺西國中家長會副會長，曾任海北村村長。曾因暴力討債、強行逼迫債主喝汽油等罪行觸犯《中華民國刑法》、《槍砲彈藥刀械管制條例》等法條。其中強灌汽油一案，一審雲林地院因其罪刑重大判刑2年2個月、褫奪公權3年；趙瑞和提出上訴後，臺灣高等法院臺南分院將原判決撤銷，判應執行1年10個月，緩刑5年，不過該案仍可上訴。

## 生涯
趙瑞和1966年2月6日出生，中華民國臺灣省雲林縣臺西鄉臺西國民小學、雲林縣立臺西國民中學畢業，父親曾經擔任村長，家境富有。

### 涉及刑案
2012年1月初，趙瑞和擔任村長期間與丁姓友人成立嘉湟工程公司，包攬六輕工程，丁向地下錢莊借款，由趙瑞和擔任保人。趙瑞和因擔心丁還不出錢，在2014年5月，率眾綁架丁姓友人，恐嚇他並逼他喝下汽油、高粱酒混合液，致使他急性腎功能異常，有嚴重鉛中毒現象。趙還到丁男家中喷油漆，更連續逼他和他的家人簽下本票。警方9月25日將趙提報治平檢肅到案，同時在趙瑞和住處搜得六合彩相關資料，懷疑他利用身為村長的職務之便經營簽賭。檢方將趙瑞和等4名共犯依殺人未遂、恐嚇取財及組織犯罪，向法院聲請羈押。法官以罪證不足，無保請回。民主進步黨籍政治人物李進勇認為，該案是中國國民黨意圖干擾選舉的舉措，國民黨對此否認。2014年底當選第十七任台西鄉長。2015年9月21日，檢方以妨害自由罪名起訴趙瑞和、林及兩名吳姓共犯共4人，以趙瑞和並無悔意，請法院從重量刑並褫奪公權。
同年11月，趙瑞和又涉另一起債務糾紛，被檢警搜索鄉公所辦公室及其住處，被控違反槍砲彈藥刀械管制條例、涉嫌妨害自由，訊後裁定20萬元交保。

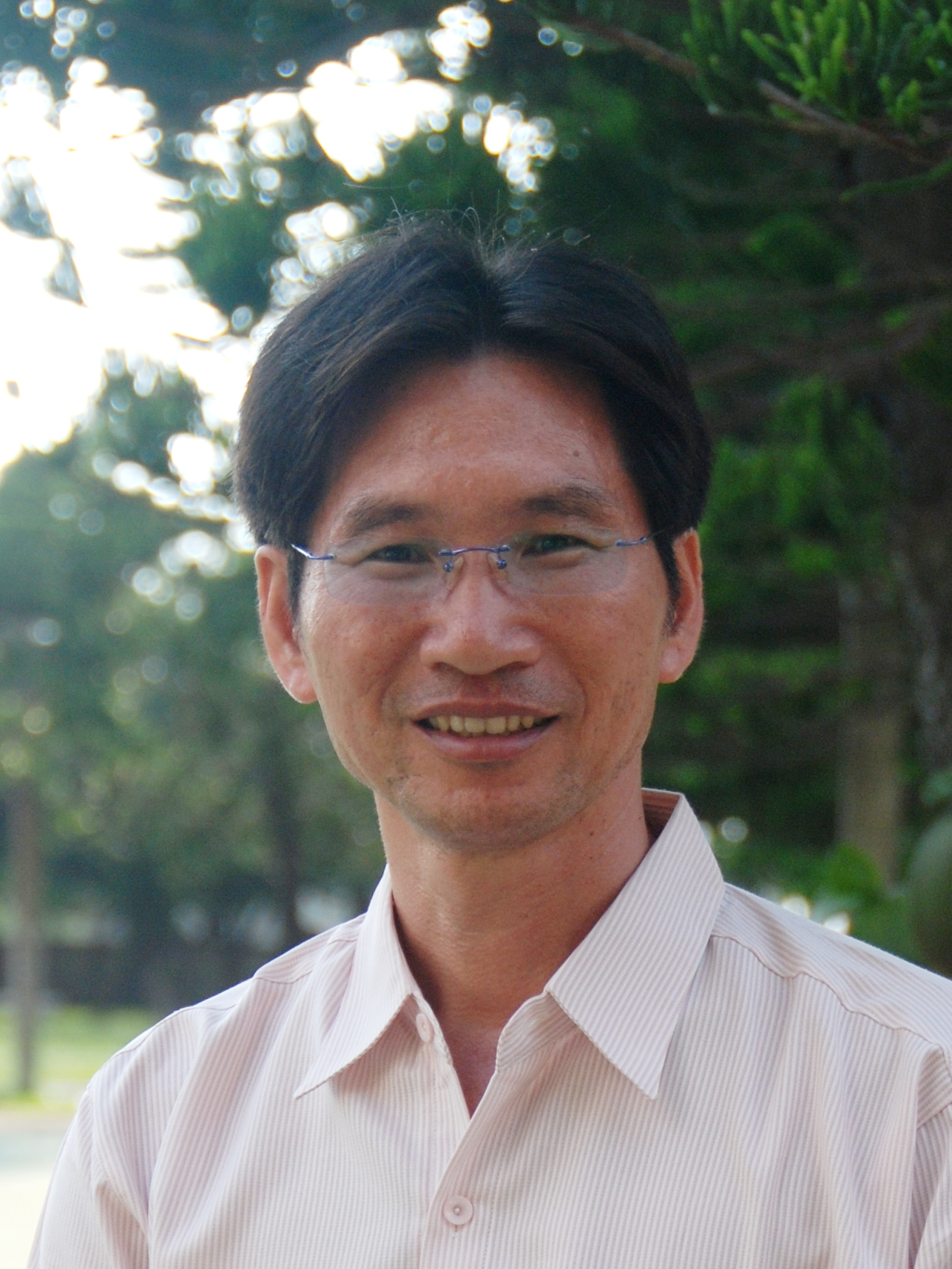
2018年台西鄉長選舉泛綠陣營最後支持的戴進隆。

2017年1月，暴力討債一案審結，雲林地方法院以趙瑞和涉共同剝奪他人行動自由罪處1年6月、褫奪公權3年，又共同犯傷害罪處1年、褫奪公權3年，應執行2年2月、褫奪公權3年，林姓共犯2年，吳姓兄弟分別判處1年2月、1年6月。趙瑞和提出上訴後，臺灣高等法院臺南分院於6月將原判決撤銷，判應執行1年10個月，緩刑5年，可上訴。趙瑞和翌年獲民進黨提名參選2018年台西鄉長選舉，但是因涉該案，受「保護管束」保安處分尚未撤銷，喪失參選資格。民進黨轉而支持另一候選人戴進隆。

## 來源
1. 1 2  周麗蘭. . 中國時報. 2017-01-02  [2017-09-16]. （原始内容存档于2017-10-01）.
2. 1 2   (PDF).   [2018-11-01]. （原始内容 (PDF)存档于2018-11-23）.
3. ↑  .   [2017-09-16]. （原始内容存档于2017-10-01）.
4. ↑  . 2015-11-11  [2017-09-16]. （原始内容存档于2017-10-01）.
5. ↑  廖淑玲. . 自由時報. 2015-11-11  [2017-09-16]. （原始内容存档于2017-10-01）.
6. 1 2 3  廖淑玲; 黃淑莉. . 自由時報. 2017-01-02  [2017-09-16]. （原始内容存档于2017-10-01）.
7. 1 2  . 蘋果日報. 2017-06-23  [2017-09-16]. （原始内容存档于2017-10-01）.
8. ↑  姜宜菁. . 聯合報. 2010-09-22.
9. ↑  . election.ltn.com.tw.   [2018-10-21]. （原始内容存档于2018-10-21）.
10. 1 2 3  林郁平; 曹明正; 葉書宏; 許素惠; 張朝欣. . 中國時報. 2014-09-26  [2018-10-21]. （原始内容存档于2018-10-21）.
11. 1 2  蔡維斌. . 聯合報. 2015-09-22.
12. 1 2  陳雅玲; 姜宜菁. . 聯合報. 2014-09-26.
13. 1 2  陳信利; 蔡維斌. . 聯合報. 2014-09-27.
14. ↑  胡瑋芳. . 聯合報. 2015-11-12.
15. ↑  周麗蘭. . 《中时电子报》. 2018-10-14  [2018-10-21]. （原始内容存档于2018-10-21）.
16. ↑  張朝欣. . 《中時電子報》. 2018-10-18  [2018-10-21]. （原始内容存档于2018-10-21）.